# Itono (hijo de Anfictión)
En la mitología griega, Itono (en griego Ἴτωνος) era hijo de Anfictión. Casado con la ninfa Melanipa, tuvo un hijo, Beoto —esta es una de las filiaciones que se le da a Beoto, epónimo de los beocios—, y dos hijas, Cromia e Iodama. Fundó un santuario de Atenea, en el que su hija Iodama sirvió como sacerdotisa. Iodama murió cuando al aparecérsele la propia diosa Atenea dirigió su mirada a la cabeza de la gorgona Medusa que Atenea llevaba en su túnica, quedando inmediatamente convertida en piedra. Los epítetos de esta diosa, Itonis e Itonia, podrían derivar de Itono.
De acuerdo con una tradición era padre de Atenea, por lo que esta mataría a su hermana de Iodama.